# Copi
Copi, pseudonimo di Raúl Damonte Botana (Buenos Aires, 20 novembre 1939 – Parigi, 14 dicembre 1987), è stato un drammaturgo, fumettista e scrittore argentino naturalizzato francese che ha pubblicato principalmente in lingua francese.

## Biografia
Di origini italiane, Copi era molto legato all'Italia, tanto che teneva a ricordare spesso che il suo cognome proveniva da Diano Marina in provincia di Imperia, paese d'origine del suo bisnonno paterno.
Fin da molto giovane mostra un talento precoce per il disegno: all'età di 16 anni già collabora ad un giornale satirico (Tia Vicente). A causa delle idee politiche anarchiche dei genitori (il padre era direttore di un giornale e deputato anti-peronista), Copi fu costretto a cambiare spesso città e nazione, passando dall'Argentina all'Uruguay fino alla Francia.
Negli anni sessanta, arrivato a Parigi, Copi si fece conoscere nel Nouvel Observateur con il suo personaggio della "donna seduta", dalle vedute piccoloborghesi, che si lancia in discussioni surreali con un pollo chiacchierone o un topo sfacciato.
Oltre ad avere successo grazie alla sua carriera come fumettista (le sue opere erano tradotte con regolarità anche da Linus in Italia, dove era noto quanto in Francia), e artista (straordinarie le sue sintesi grafiche), Copi collaborò con diversi giornali e scrisse numerosi romanzi ed opere teatrali (nelle quali spesso recitava come protagonista en travesti), ancora oggi messe in scena in tutto il mondo.
Fece parte del gruppo Tse, un'associazione di artisti franco-argentini con cui nel 1969 curò la biografia di Evita Perón. Con loro realizzò anche opere teatrali in cui metteva in scena l'incomunicabilità dei personaggi, ispirandosi in ciò all'opera di Samuel Beckett.
Nel 1971 scrisse e diede alle stampe L'homosexuel ou la difficulté de s'exprimer (in italiano L'omosessuale o la difficoltà di esprimersi), con cui rese palese la sua sessualità. Dotato di un grande senso dell'umorismo, spesso autoironico, dedicò al tema gay negli anni settanta il romanzo satirico-camp Il ballo delle checche e collaborò col periodico gay parigino Gai Pied. I fumetti nati da tale collaborazione sono stati raccolti e tradotti in Italia col titolo Il fantastico mondo dei gay (e delle loro mamme).
(Copi, Il ballo delle checche, 1977)
Alla fine degli anni settanta, durante una sua visita a Roma, partecipò ad una delle trasmissioni di Arte Contemporanea più seguite in Italia, condotta da Cleto Polcina e realizzata da Luigi Del Mastro. Ospite di TeleRoma 56, la televisione privata di proprietà dell'Architetto Prof. Bruno Zevi, Copi intrattenne in diretta i telespettatori con i suoi racconti e i suoi disegni, per due puntate. Cfr. alla sezione "Disegni Inediti".
Nel 1980 fu scelto in qualità di attore da Mario Missiroli, allora direttore artistico e regista del Teatro Stabile di Torino; avevano già lavorato insieme nel 1971, in occasione della prima italiana di Eva Peron. Fu chiamato ad interpretare la parte di 'Madame' nel dramma Les bonnes di Jean Genet; sue compagne di scena Adriana Asti e Manuela Kustermann.
Nel 1985 si recò a Venezia, per presentare La nuit de Madame Lucienne, complicata e pirandelliana commedia in cui, come sempre, le donne sono tutte castratrici, e gli uomini tutti travestiti.
Pochi giorni prima di morire gli fu assegnato il 'Gran premio di letteratura drammatica 1987 della città di Parigi'.
Copi fu colpito dall'Aids, ma neppure su questa malattia rinunciò a fare un graffiante sarcasmo: poco prima di morire scrisse Una visita inopportuna, che aveva per protagonista un malato di Aids (interpretato in scena da Copi stesso) che veniva visitato dalla Morte. L'opera venne stampata postuma.

## Opere

### Romanzi
- L'Uruguayen, Christian Bourgois, 1973.
- Le Bal des folles, Christian Bourgois, 1977. (Traduzione italiana: Il ballo delle checche, 1978).
- Une langouste pour deux, Christian Bourgois, 1978.
- La Cité des rats, Belfond, 1979.
- La Vie est un tango, Hallier, 1979.
- La Guerre des pédés, Albin Michel, 1982.
- Virginia Woolf a encore frappé, Persona, 1983.
- L'Internationale argentine, Belfond, 1988. (Traduzione italiana: L'Internazionale argentina, 1989).

### Teatro
- Un angel paral la señora Lisca, Buenos Aires, messo in scena da Copi, 1962.
- Sainte Geneviève dans sa baignoire, Le Bilboquet, messo in scena da Jorge Lavelli, 1966.
- L'alligator, le thé, Festival internationale dell'UNEF, messo in scena da Jérome Savary, 1966.
- La journée d'une rêveuse, Théâtre de Lutèce, messo in scena da Jorge Lavelli, 1968.
- Eva Peron, Théâtre de l'Epée-de-Bois, messo in scena da Alfredo Arias, 1970. Prima messa in scena italiana: Eva Peron, Circo Demar, messo in scena da Mario Missiroli, 1971.
- L'homosexuel ou la difficulté de s'exprimer, Théâtre de la Cité Universitaire – La Resserre, messo in scena da Jorge Lavelli, 1971. Prima messa in scena italiana: Irina, Teatro La Comunità, messo in scena da Marco Gagliardo, 1978.
- Les quatre jumelles, Festival d'Automne, Théâtre Le Palace, messo in scena da Jorge Lavelli, 1973. Prima messa in scena italiana: Le quattro gemme, Teatro Parnaso, messo in scena da Copi, 1979.
- Loretta Strong, Théâtre de la Gaïté Montparnasse, messo in scena da Javier Botana, 1974. Prima messa in scena italiana: Loretta Strong, Teatro dell'Orologio, messo in scena da Caterina Merlino, 1984.
- La Pyramide, Le Palace, messo in scena da Copi, 1975. Prima messa in scena italiana: La Piramide, Teatro Politecnico, messo in scena da Silvio Benedetto, 1989.
- La coupe du monde, Théâtre le Sélénite, messo in scena da Copi, 1975.
- L'ombre de Venceslao, Festival de la Rochelle, messo in scena da Jérome Savary, 1978.
- La Tour de la Défense, Théâtre Fontaine, messo in scena da Claude Confortès, 1978. Prima messa in scena italiana: La notte di Capodanno, Spazio Uno, messo in scena da Marco Gagliardo, 1988.
- Le Frigo, Théâtre Fontaine, 1983. Prima messa in scena italiana: Il frigorifero, Teatro Sant'Agostino, messo in scena da Nicholas Brandon, 1971.
- La nuit de Madame Lucienne, Festival d'Avignone, Théâtre Municipal, messo in scena da Jorge Lavelli, 1985. Prima messa in scena italiana: La notte di Madame Lucienne, Teatro Politecnico, messo in scena da Silvio Benedetto, 1986.
- Une visite inopportune, Théâtre de la Colline, messo in scena da Jorge Lavelli, 1988. Prima messa in scena italiana: Una visita inopportuna, Teatro Testoni, messo in scena da Cherif, 1989.
- Les escaliers du Sacré-cœur, Théâtre de la Commune d'Aubervilliers, messo in scena da Alfredo Arias, 1990. Prima messa in scena italiana: Le Scale del Sacro Cuore, Centro Civico Giorgella, messo in scena da Claudio Orlandini, 2005.
- Cachafaz, Théâtre de la Colline, messo in scena da Alfredo Arias, 1993. Prima messa in scena italiana: Tango barbaro, Teatro Duse, messo in scena da Ferdinando Bruni e Elio De Capitani, 1995.

### Fumetti
- Le dernier salon où l'on cause, Éditions du Square.
- Non oso, madame, Milano Libri Edizioni, 1973.
- Et moi, pourquoi j'ai pas de banane?, Éditions du Square, 1975.
- Les vieilles putes, Editions du Square, 1977. Traduzione italiana: Storie puttanesche, Mondadori, Milano 1979.
- Le monde fantastique des gays 1986, Traduzione italiana: Il fantastico mondo dei gay... e delle loro mamme!, Glénat Italia, Milano 1987.
- La femme assise, Stock, 2002.
- Un livre blanc, Buchet-Castel, 2002. Traduzione italiana: Un libro bianco.
- Les poulets n'ont pas de chaises. Traduzione italiana: I polli non hanno sedie, Glénat Italia, 1988. ISBN 88-7811-015-9.
- Ler poulets n'ont pas de chaises, Editions Denoël, 1966. Traduzione italiana: I polli non hanno sedie, Mondadori, 1968.

### Disegni Inediti
- Copi, "donna seduta a Tele Roma" 1979.

### Altro
- Copi, testi raccolti da Jorge Damonte e Christian Bourgois, 1990.

## Filmografia

### Attore
- Le Boucher, la star et l'orpheline, regia di Jérôme Savary (1975)

## Riconoscimenti
- Torre Guinigi d'oro al Salone Internazionale dei Comics (1967)